# Sergej Gončar
Sergej Viktorovič Gončar (* 13. dubna 1974 Čeljabinsk, Sovětský svaz) je bývalý ruský hokejový obránce, který naposledy hrál v týmu Montreal Canadiens v severoamerické lize (NHL). Gončar reprezentoval Rusko na několika významných turnajích a vyhrál stříbrnou a bronzovou medaili na zimních Olympijských hrách.

## Individuální úspěchy
- 2001, 2002, 2003 a 2008 - Hrál v NHL All-Star Game.
- 2002 a 2003 - Jmenován do 2. All-Star týmu NHL.
- 2005 - Jmenován do All-Star týmu ve Spenglerově poháru.
- 2013 - Vybrán do Utkání hvězd KHL, ve kterém však nenastoupil.
- 2012/13 - Obránce měsíce prosince v KHL.

## Týmové úspěchy
- 1992 - Bronz na ME do 18 let.
- 1994 - Vyhrál s Portland Pirates Calderův pohár.
- 1998 - Stříbro na Olympijských hrách.
- 1998 - Vyhrál s Washingtonem Capitals Prince of Wales Trophy.
- 2002 - Bronz na Olympijských hrách.
- 2005 - Vyhrál s Metallurgem Magnitogorsk Spenglerův pohár.
- 2007 - Bronz na MS.
- 2009 - Vyhrál s Pittsburghem Penguins Stanley Cup.
- 2010 - Stříbro na MS.

## Prvenství

### NHL
- Debut - 7. února 1995 (Buffalo Sabres proti Washington Capitals)
- První asistence - 2. března 1995 (New York Islanders proti Washington Capitals)
- První gól - 21. dubna 1995 (Washington Capitals proti Hartford Whalers, kanadskému brankáři Jeff Reese)
- První hattrick - 4. ledna 2000 (Washington Capitals proti Montreal Canadiens)

### KHL
- Debut - 20. září 2012 (Salavat Julajev Ufa proti Metallurg Magnitogorsk)
- První asistence - 20. září 2012 (Salavat Julajev Ufa proti Metallurg Magnitogorsk)
- První gól - 8. října 2012 (Amur Chabarovsk proti Metallurg Magnitogorsk, ruskému brankáři Alexej Murygin)

## Klubové statistiky
| Sezóna      | Klub                   | Soutěž      |      | Základní část | Základní část | Základní část | Základní část | Základní část |    | Play off | Play off | Play off | Play off | Play off |
| Sezóna      | Klub                   | Soutěž      | Z    | G             | A             | B             | TM            | Z             | G  | A        | B        | TM       |          |          |
| 1991–92     | Traktor Čeljabinsk     | RSL         | 31   | 1             | 0             | 1             | 6             | —             | —  | —        | —        | —        |          |          |
| 1992–93     | HK Dynamo Moskva       | RSL         | 31   | 1             | 3             | 4             | 70            | —             | —  | —        | —        | —        |          |          |
| 1993–94     | HK Dynamo Moskva       | RSL         | 44   | 4             | 5             | 9             | 36            | —             | —  | —        | —        | —        |          |          |
| 1993–94     | Portland Pirates       | AHL         | 0    | 0             | 0             | 0             | 0             | 2             | 0  | 0        | 0        | 0        |          |          |
| 1994–95     | Portland Pirates       | AHL         | 61   | 10            | 32            | 42            | 67            | —             | —  | —        | —        | —        |          |          |
| 1994–95     | Washington Capitals    | NHL         | 31   | 2             | 5             | 7             | 22            | 7             | 2  | 2        | 4        | 2        |          |          |
| 1995–96     | Washington Capitals    | NHL         | 78   | 15            | 26            | 41            | 60            | 6             | 2  | 4        | 6        | 4        |          |          |
| 1996–97     | Washington Capitals    | NHL         | 57   | 13            | 17            | 30            | 36            | —             | —  | —        | —        | —        |          |          |
| 1997–98     | HK Lada Toljatti       | RSL         | 7    | 3             | 2             | 5             | 4             | —             | —  | —        | —        | —        |          |          |
| 1997–98     | Washington Capitals    | NHL         | 72   | 5             | 16            | 21            | 66            | 21            | 7  | 4        | 11       | 30       |          |          |
| 1998–99     | Washington Capitals    | NHL         | 53   | 21            | 10            | 31            | 57            | —             | —  | —        | —        | —        |          |          |
| 1999–00     | Washington Capitals    | NHL         | 73   | 18            | 36            | 54            | 52            | 5             | 1  | 0        | 1        | 6        |          |          |
| 2000–01     | Washington Capitals    | NHL         | 76   | 19            | 38            | 57            | 70            | 6             | 1  | 3        | 4        | 2        |          |          |
| 2001–02     | Washington Capitals    | NHL         | 76   | 26            | 33            | 59            | 58            | —             | —  | —        | —        | —        |          |          |
| 2002–03     | Washington Capitals    | NHL         | 82   | 18            | 49            | 67            | 52            | 6             | 0  | 5        | 5        | 4        |          |          |
| 2003–04     | Washington Capitals    | NHL         | 56   | 7             | 42            | 49            | 44            | —             | —  | —        | —        | —        |          |          |
| 2003–04     | Boston Bruins          | NHL         | 15   | 4             | 5             | 9             | 12            | 7             | 1  | 4        | 5        | 4        |          |          |
| 2004–05     | Metallurg Magnitogorsk | RSL         | 40   | 2             | 17            | 19            | 57            | 4             | 1  | 1        | 2        | 6        |          |          |
| 2005–06     | Pittsburgh Penguins    | NHL         | 75   | 12            | 46            | 58            | 100           | —             | —  | —        | —        | —        |          |          |
| 2006–07     | Pittsburgh Penguins    | NHL         | 82   | 13            | 54            | 67            | 72            | 5             | 1  | 3        | 4        | 2        |          |          |
| 2007–08     | Pittsburgh Penguins    | NHL         | 78   | 12            | 53            | 65            | 66            | 20            | 1  | 13       | 14       | 8        |          |          |
| 2008–09     | Pittsburgh Penguins    | NHL         | 25   | 6             | 13            | 19            | 26            | 22            | 3  | 11       | 14       | 12       |          |          |
| 2009–10     | Pittsburgh Penguins    | NHL         | 62   | 11            | 39            | 50            | 49            | 13            | 2  | 10       | 12       | 4        |          |          |
| 2010–11     | Ottawa Senators        | NHL         | 67   | 7             | 20            | 27            | 20            | —             | —  | —        | —        | —        |          |          |
| 2011–12     | Ottawa Senators        | NHL         | 74   | 5             | 32            | 37            | 55            | 7             | 1  | 3        | 4        | 6        |          |          |
| 2012–13     | Metallurg Magnitogorsk | KHL         | 37   | 3             | 26            | 29            | 40            | —             | —  | —        | —        | —        |          |          |
| 2012–13     | Ottawa Senators        | NHL         | 45   | 3             | 24            | 27            | 26            | 10            | 0  | 6        | 6        | 14       |          |          |
| 2013–14     | Dallas Stars           | NHL         | 76   | 2             | 20            | 22            | 20            | 6             | 0  | 0        | 0        | 4        |          |          |
| 2014–15     | Dallas Stars           | NHL         | 3    | 0             | 1             | 1             | 2             | —             | —  | —        | —        | —        |          |          |
| 2014–15     | Montreal Canadiens     | NHL         | 45   | 1             | 12            | 13            | 16            | —             | —  | —        | —        | —        |          |          |
| NHL celkově | NHL celkově            | NHL celkově | 1301 | 220           | 591           | 811           | 981           | 141           | 22 | 68       | 90       | 102      |          |          |
| KHL celkově | KHL celkově            | KHL celkově | 37   | 3             | 26            | 29            | 40            | 0             | 0  | 0        | 0        | 0        |          |          |
| RSL celkově | RSL celkově            | RSL celkově | 153  | 11            | 27            | 38            | 170           | 14            | 1  | 1        | 2        | 18       |          |          |
| AHL celkově | AHL celkově            | AHL celkově | 61   | 10            | 32            | 42            | 67            | 2             | 0  | 0        | 0        | 0        |          |          |

## Reprezentace
| Rok                       | Tým                       | Soutěž                    | Z  | G | A  | B  | TM |
| ------------------------- | ------------------------- | ------------------------- | -- | - | -- | -- | -- |
| 1992                      | Rusko 18                  | ME 18'                    | 7  | 0 | 2  | 2  | 10 |
| 1993                      | Rusko 20                  | MSJ                       | 7  | 0 | 2  | 2  | 10 |
| 1996                      | Rusko                     | SP                        | 4  | 2 | 2  | 4  | 2  |
| 1998                      | Rusko                     | ZOH                       | 6  | 0 | 2  | 2  | 0  |
| 2000                      | Rusko                     | MS                        | 6  | 1 | 0  | 1  | 2  |
| 2002                      | Rusko                     | ZOH                       | 6  | 0 | 0  | 0  | 2  |
| 2004                      | Rusko                     | SP                        | 4  | 1 | 2  | 3  | 6  |
| 2006                      | Rusko                     | ZOH                       | 8  | 0 | 2  | 2  | 8  |
| 2007                      | Rusko                     | MS                        | 9  | 1 | 4  | 5  | 4  |
| 2010                      | Rusko                     | ZOH                       | 4  | 1 | 0  | 1  | 2  |
| 2010                      | Rusko                     | MS                        | 5  | 0 | 4  | 4  | 0  |
| Seniorská kariéra celkově | Seniorská kariéra celkově | Seniorská kariéra celkově | 52 | 6 | 16 | 22 | 26 |